# Dudlesz-erdő
Dudlesz-erdő (deutsch Dudleswald) ist ein ungarisches Waldgebiet, das sich im nordwestlichen Gebiet der Stadt Sopron befindet und im Norden an das Burgenland grenzt. Nordwestlich befindet sich die österreichische Gemeinde Klingenbach.
Der Waldbestand erstreckt sich über eine Fläche von ungefähr 1075 Hektar, von denen der größte Teil im Staatsbesitz ist. Der Baumbestand besteht zu einem großen Teil aus Eichen. 
Gut einen Kilometer südöstlich von Klingenbach befinden sich die Höhlen Ferenc-barlang mit 26 Metern Länge und Ottó-barlang mit 15 Metern Länge. In ihnen wurde in früheren Zeiten Reibsand gewonnen.